# Zingiber citriodorum
Zingiber citriodorum là một loài thực vật có hoa trong họ Gừng. Loài này được Ida Theilade và John Donald Mood mô tả khoa học đầu tiên năm 2002.

## Mẫu định danh
Mẫu định danh: Mood J.D. 1475; thu thập ngày 14 tháng 8 năm 1998 ở cao độ 1.290 m, tọa độ 19°31′1″B 98°49′53″Đ / 19,51694°B 98,83139°Đ, km 21 trên đường 1322, khoảng 3 km từ điểm nối với đường 107, Wiang Haeng, tỉnh Chiang Mai, Thái Lan. Mẫu holotype được lưu giữ tại Đại học Aarhus, Đan Mạch (AAU).

## Phân bố
Loài này có tại tỉnh Chiang Mai, miền bắc Thái Lan.